# IFA Berlin

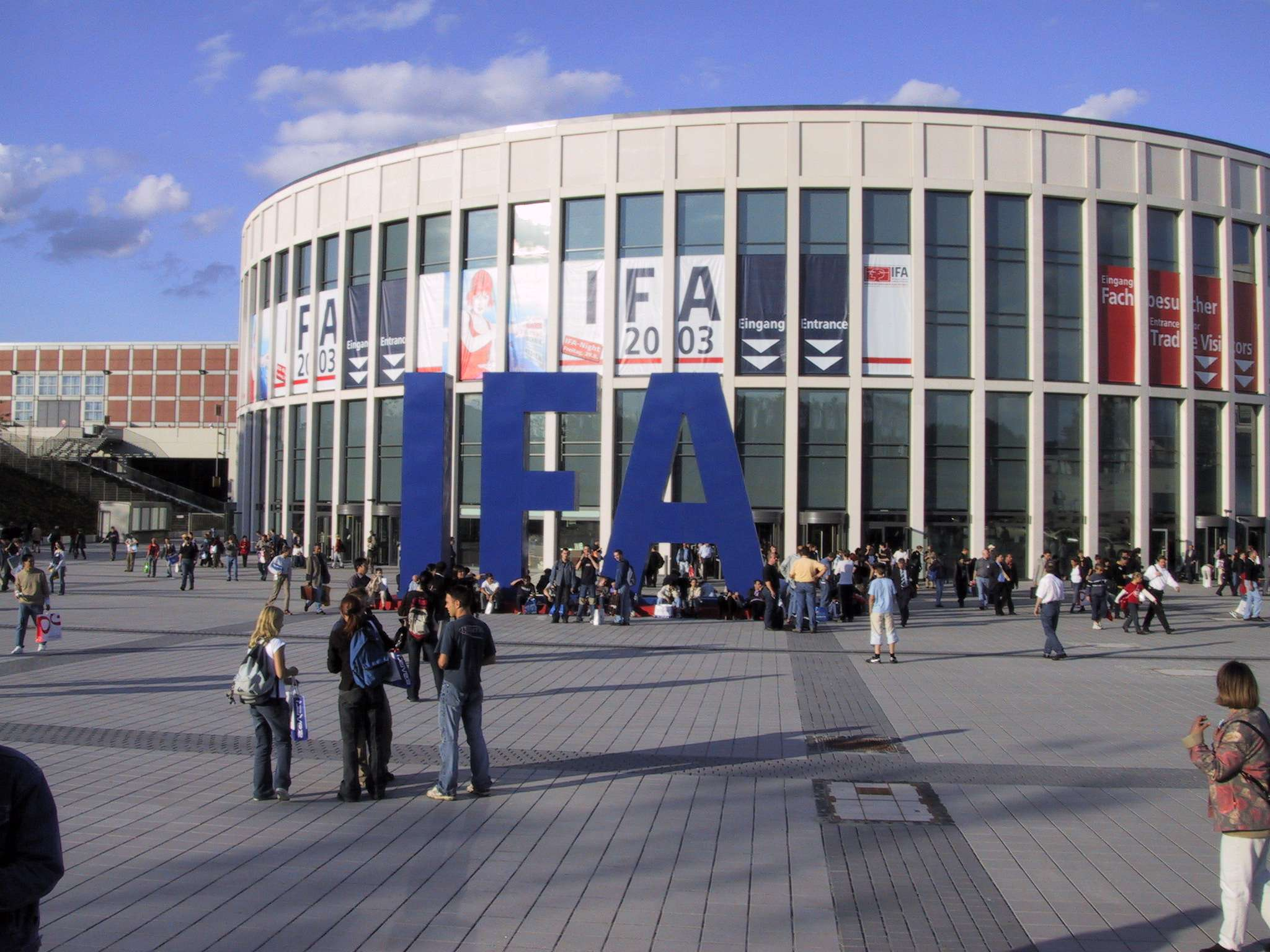
Entrada sud al recinte firal de Berlín durant l'IFA 2003

L'IFA (/ˈifɑː/ EE-fah) o Internationale Funkausstellung Berlin (Exposició internacional de ràdio Berlín, també coneguda com a 'Berlin Radio Show') és una de les exposicions industrials més antigues d'Alemanya. Entre 1924 i 1939 va ser un esdeveniment anual, però des de 1950 es va celebrar cada dos anys fins al 2005. Des de llavors s'ha tornat a convertir en un esdeveniment anual, celebrat al setembre. Avui és una de les fires comercials líders del món d'electrònica de consum i electrodomèstics.

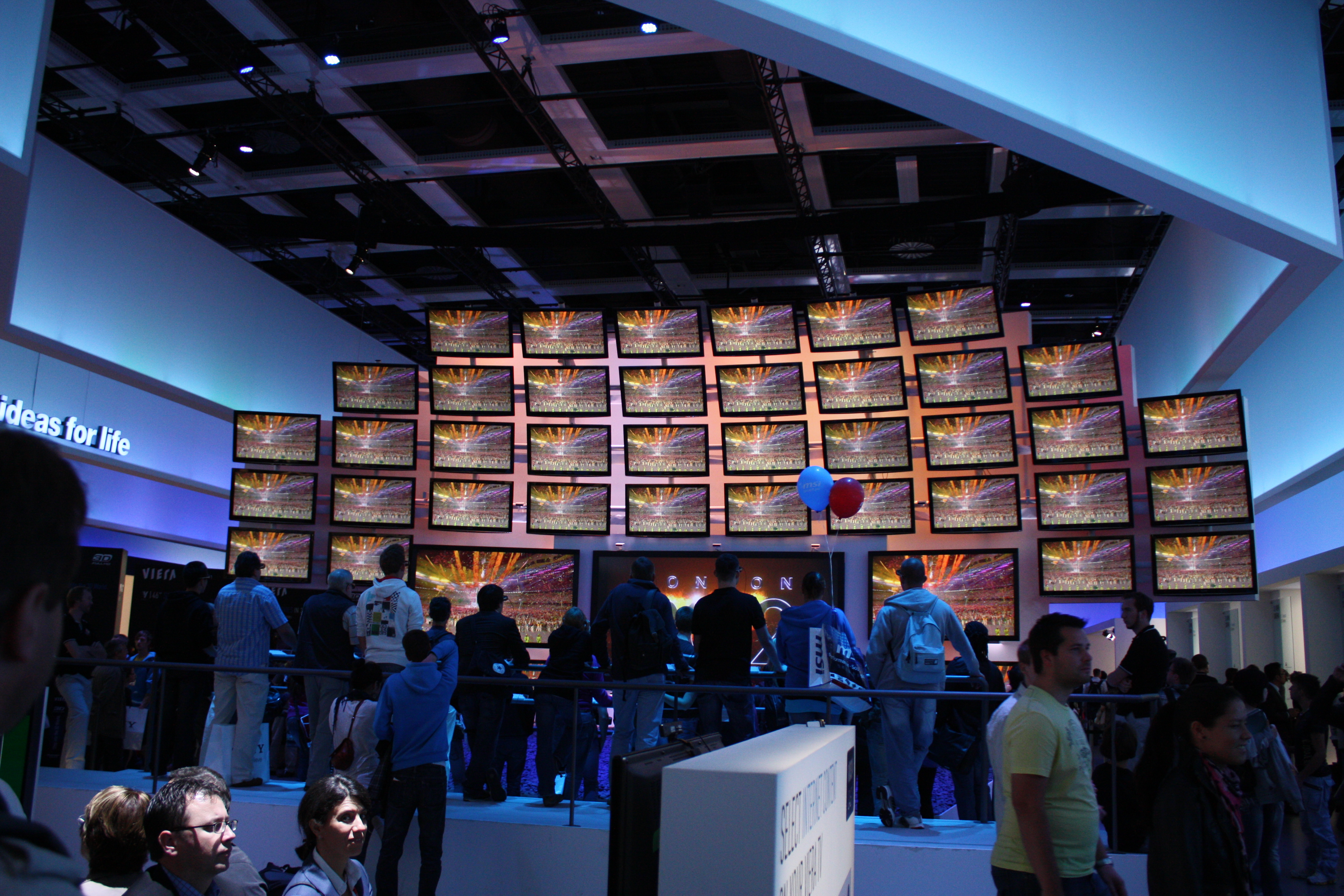
IFA, 2010

Ofereix l'oportunitat als expositors de presentar els seus últims productes i novetats al públic en general. Com a resultat dels informes diaris a gairebé tots els mitjans alemanys, l'exposició de ràdio i la tecnologia presentada reben una gran atenció a tot el món. Al llarg de la seva història, moltes innovacions mundials es van veure per primera vegada a l'exposició.
A 2015 IFA is "Europe's biggest tech show". 245,000 visitors and 1,645 exhibitors attended IFA 2015.

## Història
El físic i inventor alemany Manfred von Ardenne va fer una demostració pública d'un sistema de televisió que utilitzava un tub de raigs catòdics tant per a la transmissió (utilitzant exploracions d'imatges de punt volador, no una càmera) com per a la recepció, a l'espectacle de 1931.

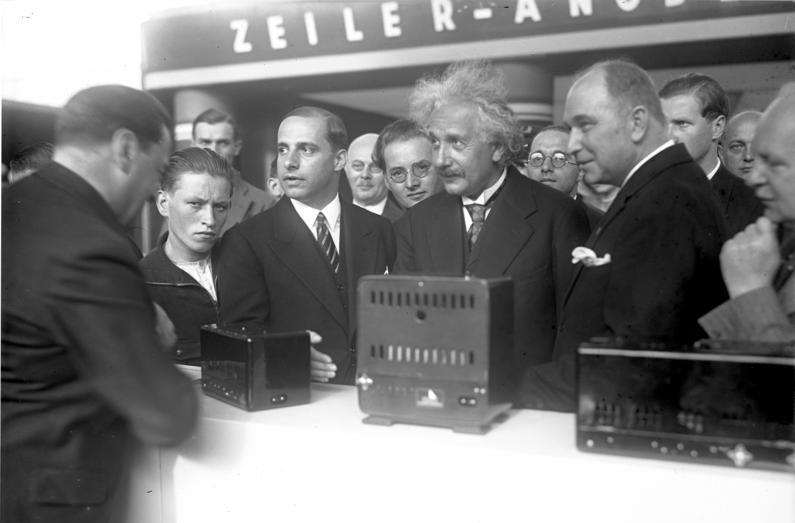
Einstein va obrir l'IFA el 1930

El 1933 es va introduir el Volksempfänger (VE 301 W), un disseny de receptor de ràdio patrocinat pels nazis. Encarregat per Joseph Goebbels, dissenyat per Otto Griessing, venut per Gustav Seibt, va ser presentat a la desè Berliner Funkausstellung el 18 d'agost de 1933, el seu preu fixat en 76 Reichsmark (RM). Durant l'exposició es van vendre 100.000 unitats.
La corporació multinacional d'electrònica holandesa Philips va presentar el mitjà de casset d'àudio compacte per a l'emmagatzematge d'àudio i la primera gravadora de casset (el Philips EL3300), desenvolupat per ir. Lou Ottens i el seu equip a la fàbrica Philips a Hasselt, a la fira de 1963, el divendres 30 d'agost. A causa de la pandèmia global, l'IFA Berlín es va tancar el 2020 i el 2021. Va tornar a estar obert el 2 de setembre de 2022.